# Steve Earle

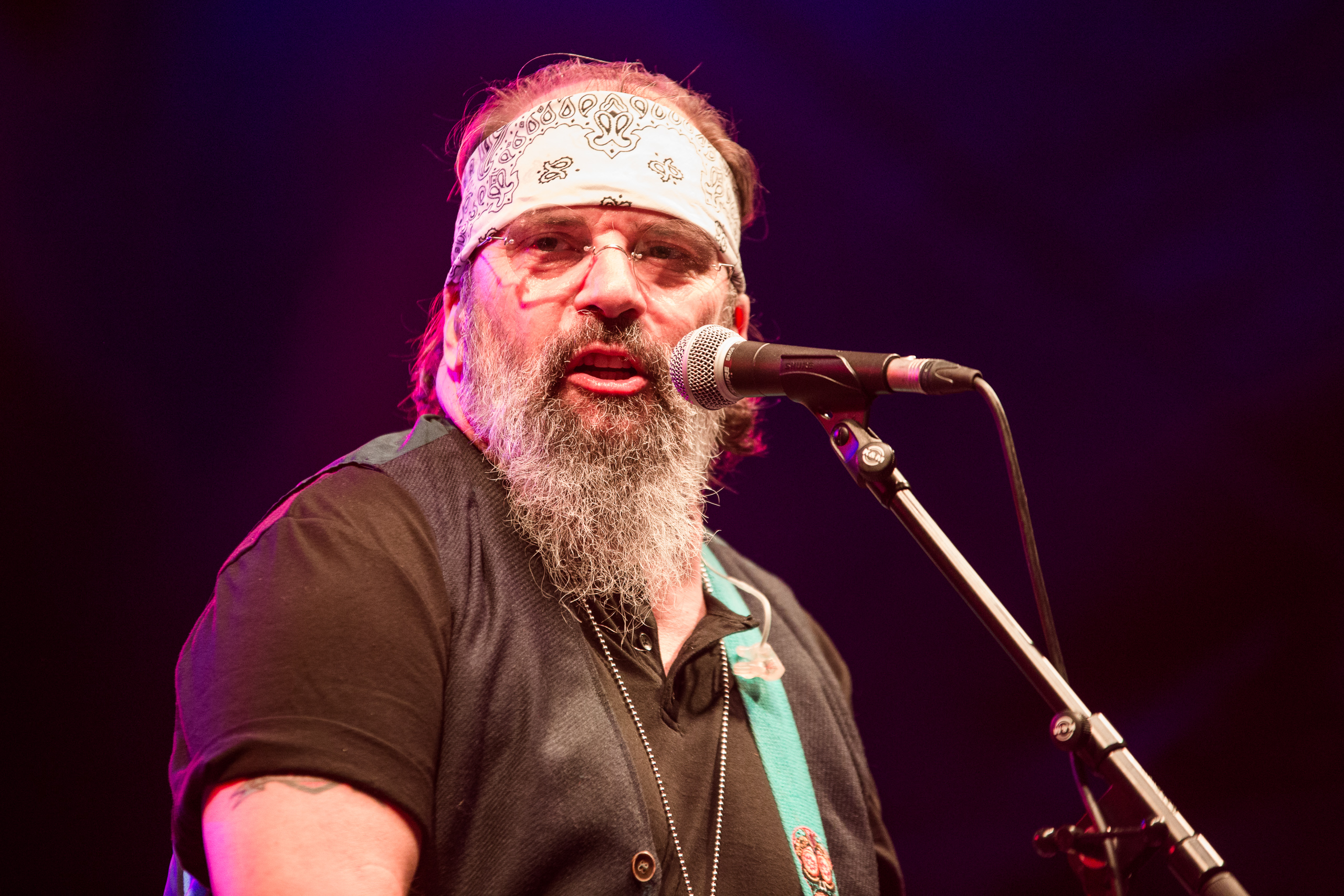
Steve Earle, 2018

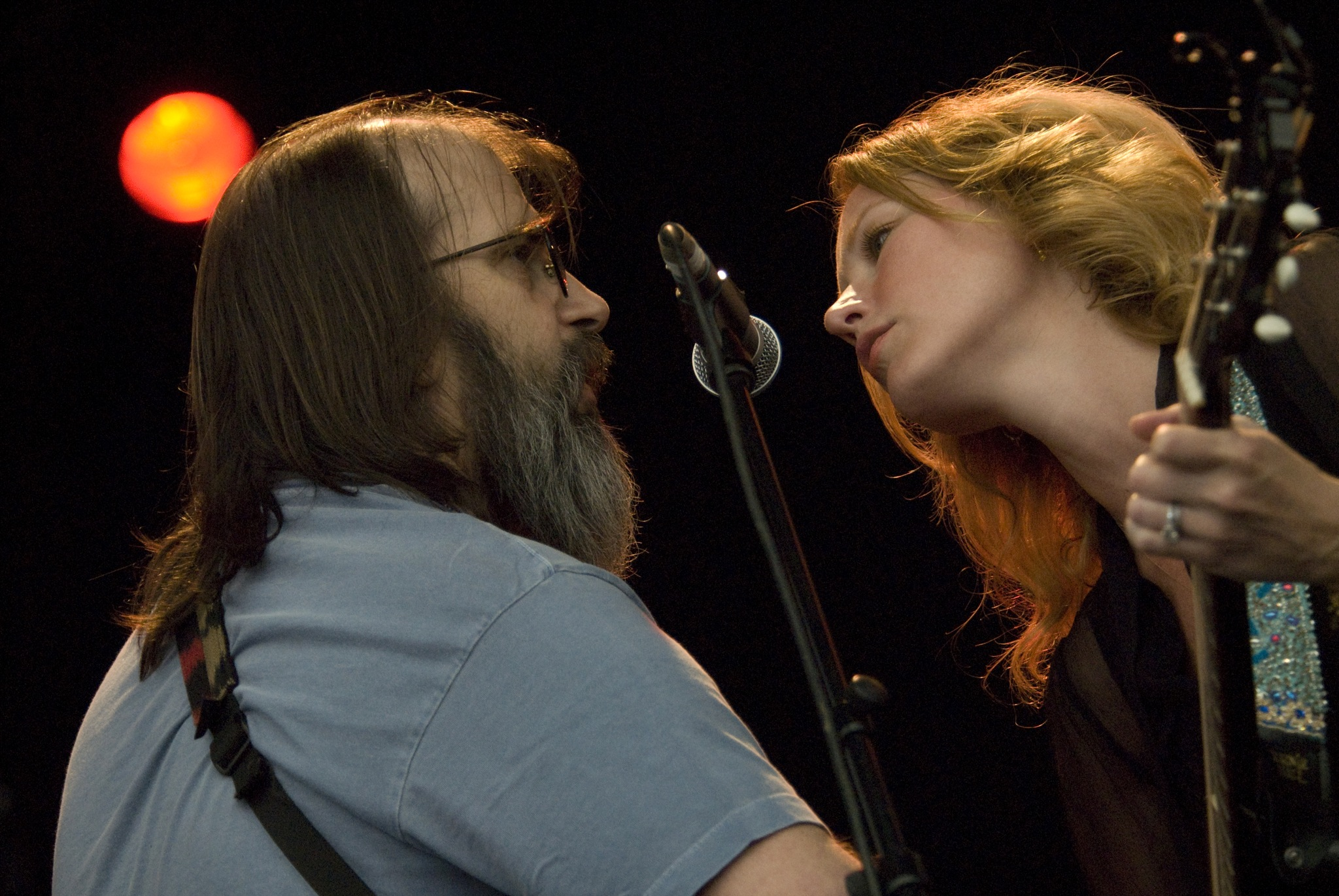
Steve Earle mit seiner damaligen Ehefrau Allison Moorer, 2007

Steve Earle (* 17. Januar 1955 in Fort Monroe, Virginia) ist ein US-amerikanischer Country-Sänger, Songwriter und Schriftsteller. Musikalisch wird er dem Alternative Country zugeordnet.

## Leben
Steve Earle wurde am 1955 als Sohn eines Fluglotsen in Ft. Monroe, Virginia, geboren. Schon als 14-Jähriger spielte er in den „Coffeehouses“ in San Antonio, Texas. Nach eigener Aussage wurde er hier von der Hippie- und Anti-Vietnamkriegsbewegung in seiner Weltanschauung geprägt. In dieser Zeit lernte er auch Townes van Zandt kennen, mit dem ihn später eine Freundschaft verband. Seit 1981 arbeitete Earl als Songwriter für die Country-Musik-Industrie in Nashville.
1986 nahm er sein Debütalbum Guitar Town für MCA Records auf. Sein größter Erfolg war das Album Copperhead Road (1988), das sich über eine Million Mal verkaufte. Er war Teil einer kommerziell ausgerichteten, aber im Gegensatz zum Großteil der eher konservativen Country-Industrie linksliberalen Strömung, die sich am musikalischen und ästhetischen Image von Rockmusik orientierte (zu der u. a. auch Dwight Yoakam, k.d.lang und Lyle Lovett gehörten). 1991 lief sein Vertrag mit MCA aus. Earle sieht sich politisch als nicht parteigebundenen Sozialisten.
Ab Anfang der 1990er-Jahre führte er einen langjährigen Kampf gegen seine schwere Alkohol- und Heroinsucht, die seine Gesundheit und seine Karriere sehr beeinträchtigte. Im Lied CCKMP sang er über seine Drogenerfahrungen. 1994 schaffte er ein Comeback mit dem Album Train a Comin’, das bei einem kleinen Independent-Label erschien. 1995 gründete er mit E-Squared Records seine eigene Plattenfirma. Eine Partnerschaft mit Warner Brothers endete nach zwei Alben im Streit um die künstlerische Richtung. Als neuen Partner fand er Artemis Records. Er bezog sich beim Album The Mountain (1999) auf die Bluegrass-Tradition der ersten Jahrhunderthälfte, orientierte sich sonst aber stärker in Richtung Rockmusik und Alternative Country.
Seine Texte, die schon vorher oft soziale Missstände thematisiert hatten, wurden nun noch sozialkritischer, so z. B. Christmas in Washington über Obdachlosigkeit und den notwendigen Widerstand gegen die gegenwärtigen politischen und sozialen Verhältnisse. Earle engagierte sich auch verstärkt gegen die Todesstrafe, was sich in Liedern wie Billy Austin, Over Yonder (Jonathan’s Song) und Ellis Unit One (für den kritischen Hollywoodfilm Dead Man Walking) widerspiegelte.
Nach den Terroranschlägen am 11. September 2001 politisierte sich sein Image noch mehr. Das Album Jerusalem (2003) war umstritten, weil es mit dem John Walker’s Blues ein Lied aus der Perspektive des US-amerikanischen Taliban-Kämpfers John Walker Lindh enthielt, ebenso weitere sozial- und regierungskritische Lieder, die von konservativer Seite als unpatriotisch betrachtet wurden. Mit dem Album griff er so in die nach Anschlägen verschärfte Patriotismusdebatte ein und stellte eine blinde Gefolgschaft als Zeichen von Patriotismus in Frage.
Seine prononcierte linke politische Meinung und seine Ablehnung der von der Bush-Regierung geführten Kriege in Afghanistan und dem Irak machte Earle auf seinem Album The Revolution Starts … Now (2004) noch einmal deutlich. Für dieses Album erhielt er 2005 den Grammy Award in der Rubrik „Best Contemporary Folk Album“. 2006 zog Steve Earle mit seiner sechsten Ehefrau aus sieben Ehen (mit einer war er zweimal verheiratet), der Sängerin und Musikerin Allison Moorer, der Schwester der Sängerin Shelby Lynne, nach New York City. Einige Lieder des Albums Washington Square Serenade (2007) hatten die Stadt zum Thema. Für dieses Album erhielt Earle 2008 den Grammy in der Kategorie „Best Contemporary Folk/Americana Album“.
Earle ist auch als Songwriter für andere Künstler sowie als Musikproduzent tätig und hat 2008 für Joan Baez das Album Day after Tomorrow produziert und auch Lieder beigesteuert. In dem Song God is God fasst er den Glauben an Gott in schlichte Worte. Darüber hinaus ist er mehrfach als Schauspieler in Film und Fernsehen aufgetreten, unter anderem als Ex-Drogenabhängiger in mehreren Folgen der Fernsehserie The Wire. Er hat drei Söhne von drei verschiedenen Ehefrauen, den jüngsten 2010 geborenen mit Moorer. Seine Schwester Stacey Earle und sein erstgeborener Sohn Justin Townes Earle (1982–2020) waren ebenfalls im Alternative-Country-Bereich tätig und sind mehrfach mit ihm aufgetreten. 2011 erschien sein Roman I’ll Never Get Out of This World Alive.

### The Galway Girl
The Galway Girl ist ein Song Earles, der 2000 auf seinem Album Transcendental Blues veröffentlicht wurde. Bei der Aufnahme wirkten Musiker aus Galway mit, unter anderem Sharon Shannon. Earle schrieb den Song inspiriert von Ereignissen während seines Aufenthalts in Irland. Der Song beschreibt eine unglückliche Liebe zu einem Mädchen aus Galway mit schwarzen Haaren und blauen Augen.
Eine Coverversion von Sharon Shannon mit dem irischen Sänger Mundy wurde 2008 ein Nummer-eins-Hit und die meistverkaufte Single des Jahres in Irland. Am 11. Juni 2016 präsentierten die beiden das Lied in Galway bei einer Street Performance gemeinsam mit über 15.000 Teilnehmern, darunter We Banjo 3, Amazing Apples, Roisin Seoighe, Lackagh Comhaltas und der Galway Rose Rosie Burke.
Der Song wurde oft gecovert. Er wurde unter anderem im Film P.S. I Love You und in einer Werbung für Magners Cider verwendet. Eine weitere Coverversionen gab es u. a. von Fiddler’s Green im Jahr 2020.

## Diskografie

### Studioalben
| Jahr | Titel                                  | Höchstplatzierung, Gesamtwochen, AuszeichnungChartplatzierungen (Jahr, Titel, Platzierungen, Wochen, Auszeichnungen, Anmerkungen) | Höchstplatzierung, Gesamtwochen, AuszeichnungChartplatzierungen (Jahr, Titel, Platzierungen, Wochen, Auszeichnungen, Anmerkungen) | Höchstplatzierung, Gesamtwochen, AuszeichnungChartplatzierungen (Jahr, Titel, Platzierungen, Wochen, Auszeichnungen, Anmerkungen) | Höchstplatzierung, Gesamtwochen, AuszeichnungChartplatzierungen (Jahr, Titel, Platzierungen, Wochen, Auszeichnungen, Anmerkungen) | Höchstplatzierung, Gesamtwochen, AuszeichnungChartplatzierungen (Jahr, Titel, Platzierungen, Wochen, Auszeichnungen, Anmerkungen) | Anmerkungen                                                                 |
| Jahr | Titel                                  | DE | CH | UK | US | Country | Anmerkungen                                                                 |
| ---- | -------------------------------------- | --- | --- | --- | --- | --- | --------------------------------------------------------------------------- |
| 1986 | Guitar Town                            | — | — | — | US89 Gold · (20 Wo.)US | Country1 (72 Wo.)Country | Erstveröffentlichung: 5. März 1986 Platz 489 der Rolling-Stone-500          |
| 1987 | Exit 0                                 | — | — | UK77 (2 Wo.)UK | US90 (14 Wo.)US | Country15 (54 Wo.)Country | Erstveröffentlichung: 18. Mai 1987 Steve Earle & the Dukes                  |
| 1988 | Copperhead Road                        | — | — | UK42 Silber · (8 Wo.)UK | US56 Gold · (28 Wo.)US | Country7 (33 Wo.)Country | Erstveröffentlichung: 17. Oktober 1988                                      |
| 1990 | The Hard Way                           | — | CH40 (2 Wo.)CH | UK22 (4 Wo.)UK | US100 (9 Wo.)US | — | Erstveröffentlichung: 1. Juli 1990 Steve Earle & the Dukes                  |
| 1995 | Train A-Comin’                         | — | — | UK76 (2 Wo.)UK | — | — | Erstveröffentlichung: 28. Februar 1995                                      |
| 1996 | I Feel Alright                         | — | — | UK44 (3 Wo.)UK | US106 (4 Wo.)US | — | Erstveröffentlichung: 5. Mai 1996                                           |
| 1997 | El corazón                             | — | — | UK59 (1 Wo.)UK | US126 (2 Wo.)US | — | Erstveröffentlichung: 7. Oktober 1997                                       |
| 1999 | The Mountain                           | — | — | UK51 (2 Wo.)UK | US133 (3 Wo.)US | Country19 (12 Wo.)Country | Erstveröffentlichung: 23. Februar 1999 Steve Earle and the Del McCoury Band |
| 2000 | Transcendental Blues                   | — | — | UK32 (1 Wo.)UK | US66 (4 Wo.)US | Country5 (33 Wo.)Country | Erstveröffentlichung: 6. Juni 2000                                          |
| 2002 | Side Tracks                            | — | — | — | US109 (1 Wo.)US | Country9 (12 Wo.)Country | Erstveröffentlichung: 9. April 2002                                         |
| 2002 | Jerusalem                              | — | — | UK78 (1 Wo.)UK | US59 (3 Wo.)US | Country7 (24 Wo.)Country | Erstveröffentlichung: 24. September 2002                                    |
| 2004 | The Revolution Starts Now              | — | — | UK66 (1 Wo.)UK | US89 (3 Wo.)US | Country12 (11 Wo.)Country | Erstveröffentlichung: 24. August 2004                                       |
| 2007 | Washington Square Serenade             | — | — | UK55 (1 Wo.)UK | US79 (3 Wo.)US | Country10 (21 Wo.)Country | Erstveröffentlichung: 25. September 2007                                    |
| 2009 | Townes                                 | — | — | UK37 (1 Wo.)UK | US19 (6 Wo.)US | Country6 (22 Wo.)Country | Erstveröffentlichung: 12. Mai 2009                                          |
| 2011 | I’ll Never Get Out of This World Alive | — | — | UK28 (1 Wo.)UK | US24 (4 Wo.)US | Country4 (20 Wo.)Country | Erstveröffentlichung: 26. April 2011                                        |
| 2013 | The Low Highway                        | — | — | UK30 (2 Wo.)UK | US39 (3 Wo.)US | Country12 (14 Wo.)Country | Erstveröffentlichung: 16. April 2013 Steve Earle & the Dukes (& Duchesses)  |
| 2015 | Terraplane                             | — | — | UK30 (1 Wo.)UK | US39 (2 Wo.)US | Country3 (7 Wo.)Country | Erstveröffentlichung: 17. Februar 2017 Steve Earle & the Dukes              |
| 2016 | Colvin & Earle                         | — | CH70 (1 Wo.)CH | — | US128 (1 Wo.)US | Country13 (15 Wo.)Country | Erstveröffentlichung: 10. Juni 2016 mit Shawn Colvin                        |
| 2017 | So You Wannabe an Outlaw               | — | CH50 (1 Wo.)CH | UK48 (1 Wo.)UK | US102 (1 Wo.)US | Country15 (1 Wo.)Country | Erstveröffentlichung: 16. Juni 2017 Steve Earle & the Dukes                 |
| 2019 | Guy                                    | DE99 (1 Wo.)DE | CH25 (1 Wo.)CH | UK49 (1 Wo.)UK | US107 (1 Wo.)US | Country14 (1 Wo.)Country | Erstveröffentlichung: 29. März 2019 Steve Earle & the Dukes                 |
| 2020 | Ghosts of West Virginia                | — | CH33 (1 Wo.)CH | UK61 (1 Wo.)UK | — | — | Erstveröffentlichung: 21. Mai 2020 Steve Earle & the Dukes                  |
| 2021 | J.T.                                   | DE48 (1 Wo.)DE | CH37 (1 Wo.)CH | — | — | Country33 (1 Wo.)Country | Erstveröffentlichung: 4. Januar 2021 Steve Earle & the Dukes                |
| 2022 | Jerry Jeff                             | — | — | — | — | — | Erstveröffentlichung: 27. Mai 2022 Steve Earle & the Dukes                  |

### Livealben
| Jahr | Titel                                       | Höchstplatzierung, Gesamtwochen, AuszeichnungChartplatzierungen (Jahr, Titel, Platzierungen, Wochen, Auszeichnungen, Anmerkungen) | Höchstplatzierung, Gesamtwochen, AuszeichnungChartplatzierungen (Jahr, Titel, Platzierungen, Wochen, Auszeichnungen, Anmerkungen) | Anmerkungen                                   |
| Jahr | Titel                                       | UK | Country | Anmerkungen                                   |
| ---- | ------------------------------------------- | --- | --- | --------------------------------------------- |
| 1991 | Shut Up and Die Like an Aviator             | UK63 (1 Wo.)UK | — | Erstveröffentlichung: Steve Earle & the Dukes |
| 2003 | Just an American Boy: The Audio Documentary | — | Country43 (27 Wo.)Country | Erstveröffentlichung:                         |

Weitere Livealben
- 1992: BBC Radio 1 Live in Concert
- 2001: Together at the Bluebird Café (mit Townes Van Zandt & Guy Clark)
- 2004: Live from Austin, TX
- 2006: Live at Montreux 2005
- 2014: Down at the Club
- 2024: Alone Again ... Live

### Kompilationen
- 1987. Early Tracks
- 1993: Essential Steve Earle
- 1996: Ain’t Ever Satisfied: The Steve Earle Collection
- 1999: Angry Young Man: The Very Best of Steve Earle
- 2001: The Devil’s Right Hand: An Introduction to Steve Earle
- 2002: The Collection (UK: Silber)
- 2003: 20th Century Masters – The Millennium Collection: The Best of Steve Earle

### Singles
| Jahr | Titel Album                                                      | Höchstplatzierung, Gesamtwochen, AuszeichnungChartplatzierungen (Jahr, Titel, Album, Platzierungen, Wochen, Auszeichnungen, Anmerkungen) | Höchstplatzierung, Gesamtwochen, AuszeichnungChartplatzierungen (Jahr, Titel, Album, Platzierungen, Wochen, Auszeichnungen, Anmerkungen) | Anmerkungen                  |
| Jahr | Titel Album                                                      | UK | Country | Anmerkungen                  |
| ---- | ---------------------------------------------------------------- | --- | --- | ---------------------------- |
| 1983 | Nothin’ But You –                                                | — | Country70 (4 Wo.)Country |                              |
| 1984 | What’ll You Do About Me –                                        | — | Country76 (6 Wo.)Country |                              |
| 1986 | Hillbilly Highway Guitar Town                                    | — | Country37 (13 Wo.)Country |                              |
| 1986 | Guitar Town                                                      | — | Country7 (22 Wo.)Country |                              |
| 1986 | Someday Guitar Town                                              | — | Country28 (15 Wo.)Country |                              |
| 1987 | Goodbye’s All We’ve Got Left Guitar Town                         | — | Country8 (19 Wo.)Country |                              |
| 1987 | Nowhere Road Exit 0                                              | — | Country20 (16 Wo.)Country |                              |
| 1987 | Sweet Little ’66 Exit 0                                          | — | Country37 (13 Wo.)Country |                              |
| 1988 | Copperhead Road                                                  | UK45 (6 Wo.)UK | — |                              |
| 1988 | Johnny Come Lately Copperhead Road                               | UK75 (6 Wo.)UK | — |                              |
| 1988 | Six Days on the Road Planes, Trains and Automobiles (Soundtrack) | — | Country29 (13 Wo.)Country | Steve Earle & the Dukes      |
| 1990 | The Other Kind (Back out on the Road Again) The Hard Way         | UK88 (3 Wo.)UK | — |                              |
| 1990 | Justice in Ontario The Hard Way                                  | UK91 (1 Wo.)UK | — | Steve Earle & the Dukes      |
| 1997 | Johnny Too Bad –                                                 | UK82 (1 Wo.)UK | — | Steve Earle & the V-Roys     |
| 2008 | The Galway Girl –                                                | UK67 Silber · (4 Wo.)UK | — | Sharon Shannon & Steve Earle |

Weitere Singles
- 1984: Squeeze Me In
- 1985: A Little Bit in Love
- 1987: I Ain’t Ever Satified
- 1988: Back to the Wall
- 1996: I Feel Alright
- 1996: More Than I Can Do
- 1997: Telephone Road

## Schriften
- Doghouse Roses (2002), Sammlung von Kurzgeschichten.
- I’ll Never Get Out of This World Alive (2011), Roman.